# Les Floogals
Les Floogals est une série télévisée d'animation britannique en 52 épisodes de 11 minutes, diffusée entre le 23 janvier 2016 et le 22 mars 2020 sur Universal Kids aux États-Unis, puis à partir de juillet 2017 sur Channel 5 au Royaume-Uni.
En France la série est diffusée sur Piwi+, au Québec sur Yoopa et TFO.

## Synopsis
La série raconte les aventures de trois petits extraterrestres flo,fleeker et boomer en mission sur la planète terre pour évaluer leur mode de vie

## Fiche technique
Sauf indication contraire, les informations mentionnées dans cette section peuvent être confirmées par la base de données cinématographiques IMDb,  présente dans la section « Liens externes ».
- Titre : Les Flooglas
- Titre original : Floogals
- Création : Ruth Ducker
- Réalisation : Ruth Ducker et Rodney J. McFall
- Scénario : Richard Gitelson, Douglas Wood, Lee Walters, Ceri Barnes, Andrew Emerson, Peter Hunziker, Jacqueline Moody, Corey Powell et Tony Cooke
- Animation : Matt Porter et Nicholas Georgeou
- Musique : Sandy Nuttgens et Spike Scott
- Production : Ceri Barnes, Andrew Beecham, Michael Carrington, Georgia Dussaud, Kristofer Updike, Lisa O'Brien, James Cabourne et J. Nigel Pickard
- Sociétés de production : Nevision Studios, Jellyfish Pictures, Zodiak Kids Studios, Absolutely Cuckoo et Sprout Originals
- Distribution : Zodiak Media
- Pays d'origine :  Royaume-Uni
- Langue originale : Anglais
- Genre : série d'animation, comédie
- Durée : 11 minutes

## Distribution

### Voix originales
- Rasmus Hardiker : Fleeker
- Jules de Jongh : Flo
- Hugo Harold-Harrison : Boomer
- David Menkin : le père
- Lucinda Rhodes Thakrar : la mère
- Paul Leyshon : le père
- Elena Dragoi : Evie

## Épisodes

### Saison 1 (2016)
1. Mission Glaçon (Project Ice)
2. Mission Tortue (Project Tortoise)
3. Mission Ballon (Project Balloon)
4. Mission Trompette (Project Trumpet)
5. Mission Torche (Project Flashlight)
6. Mission Bébé (Project Baby)
7. Mission Laisse (Project Leash)
8. Mission Puzzle (Project Puzzle)
9. Mission Bulles (Project Bubbles)
10. Mission Halloween (Project Halloween)
11. Mission Miroir (Project Mirror)
12. Mission Banane (Project Banana)
13. Mission Soirée pyjama (Project Sleepover)
14. Mission Hélicoptère (Project Helicopter)
15. Mission Brosse à dents (Project Toothbrush)
16. Mission Lave-linge / Sèche-linge (Project Washer Dryer)
17. Mission Colle (Project Glue)
18. Mission Élastiques (Project Rubberbands)
19. Mission Sable (Project Sand)
20. Mission Boîtes (Project Boxes)
21. Mission Chasse aux œufs (Project Egg Hunt)
22. Mission Chenilles (Project Caterpillar)
23. Mission Argile (Project Clay)
24. Mission Tuyau d'arrosage (Project Garden Hose)
25. Mission Piano (Project Piano)
26. Mission Tente (Project Tent)
27. Mission Pop-corn (Project Popcorn)
28. Mission Dépoussiérage (Project Dusting)
29. Mission Graines (Project Seeds)
30. Mission Patins à roulettes (Project Rollerskates)
31. Mission Pique-nique (Project Picnic)
32. Mission Lapin (Project Rabbit)
33. Mission Peinture (Project Painting)
34. Mission Chants (Project Singing)
35. Mission Tourne-disque (Project Record Player)
36. Mission Ping Pong (Project Table Tennis)
37. Mission Robot (Project Robot)
38. Mission Gâteau d'anniversaire (Project Birthday Cake)
39. Mission Courrier (Project Mail)
40. Mission Aimant (Project Magnet)
41. Mission Bague (Project Ring)
42. Mission Parapluie (Project Umbrella)
43. Mission Pansements (Project Bandages)
44. Mission Aspirateur (Project Vacuum)
45. Mission Boîte à bijoux (Project Jewelry Box)
46. Mission Vacances (Project Vacation)
47. Mission Papier aluminium (Project Aluminum Foil)
48. Mission Hamster (Project Hamster)
49. Mission Crayon (Project Pencil)
50. Mission Arc-en-ciel (Project Rainbow)
51. Mission Cerf-volant (Project Kite)

### Deuxième saison (2020)
Une deuxième saison a été confirmée en septembre 2019.